# Gilson Kleina
Gilson Kleina (nacido el 30 de marzo de 1968) es un entrenador de fútbol brasileño, actualmente a cargo del Chapecoense.

## Trayectoria
Kleina comenzó su carrera en el equipo juvenil de Coritiba como preparador físico. Posteriormente actuó como asistente de Abel Braga en el mismo club, teniendo también etapas en el Olympique de Marsella y el Atlético Mineiro. Su primera experiencia directiva ocurrió en 2001 con Vila Nova.
Después de otra etapa como asistente de Braga en Botafogo, Kleina asumió como entrenador de Iraty en 2002, y posteriormente estuvo a cargo de Criciúma, Paraná (tres períodos), Iraty, Caldense, Cianorte, Paysandu, Coruripe, Gama, Ipatinga, Caxias y Vila Nova.
El 27 de agosto de 2009, Kleina fichó por el Duque de Caxias Futebol Clube en sustitución de Rodney Gonçalves. Tras su paso por Boavista e Ipatinga, regresó al club el 7 de junio de 2010.
En noviembre de 2010, Kleina fue nombrada entrenador de Ponte Preta. Logró el ascenso de la Série B a finales del año siguiente, llevando al club a la categoría principal tras seis años de ausencia.
El 19 de septiembre de 2012, Kleina fue nombrado entrenador de la Sociedade Esportiva Palmeiras en sustitución del despedido Luiz Felipe Scolari. A pesar de sufrir el descenso devolvió al club a la primera división como campeón, pero aun así fue despedido el 8 de mayo de 2014.
El 13 de agosto de 2014, Kleina fue nombrado al frente de Bahía, pero renunció solo tres meses después. El 24 de marzo siguiente, fue anunciado en Avaí.
El 11 de diciembre de 2015, Kleina fue presentado en Coritiba, ahora como entrenador del primer equipo. Dejó el club el 2 de junio siguiente, y fue nombrado entrenador del Goiás el 5 de septiembre.
El 23 de marzo de 2017, Kleina regresó a Ponte Preta, pero fue relevado de sus funciones el 16 de septiembre. El 16 de octubre fue nombrado técnico del Chapecoense.
Kleina fue despedido por Chape el 6 de agosto de 2018, con el club seriamente amenazado con el descenso. El 2 de octubre volvió a Ponte Preta en lugar del despedido Marcelo Chamusca, siendo despedido el 18 de febrero de 2020 tras un mal inicio de campaña.
El 15 de agosto de 2020 fue nombrado entrenador de Náutico en sustitución de Gilmar Dal Pozzo. Regresó a Ponte Preta para una quinta temporada el 28 de mayo del año siguiente.
El 19 de febrero de 2022, después de una derrota por 0-3 ante Guaraní fue despedido  y regresó a Chapecoense el 20 de marzo.

## Clubes
| 1998-1999 | Coritiba (asistente)         | Coritiba (asistente)         | Coritiba (asistente)         |
| 2000      | Marsella (asistente)         | Marsella (asistente)         | Marsella (asistente)         |
| 2001      | Atlético Mineiro (asistente) | Atlético Mineiro (asistente) | Atlético Mineiro (asistente) |
| 2002      | villa nueva                  | villa nueva                  | villa nueva                  |
| 2002      | Botafogo (asistente)         | Botafogo (asistente)         | Botafogo (asistente)         |
| 2003      | irati                        | irati                        | irati                        |
| 2003-2004 | Criciúma                     | Criciúma                     | Criciúma                     |
| 2004      | Parana                       | Parana                       | Parana                       |
| 2005      | irati                        | irati                        | irati                        |
| 2005      | Caldense                     | Caldense                     | Caldense                     |
| 2005      | cianorte                     | cianorte                     | cianorte                     |
| 2005      | Paysandú                     | Paysandú                     | Paysandú                     |
| 2006      | Coruripe                     | Coruripe                     | Coruripe                     |
| 2006      | Parana                       | Parana                       | Parana                       |
| 2006-2007 | Gama                         | Gama                         | Gama                         |
| 2007      | Ipatinga                     | Ipatinga                     | Ipatinga                     |
| 2007      | Parana                       | Parana                       | Parana                       |
| 2007-2008 | Caxias                       | Caxias                       | Caxias                       |
| 2009      | Vilanova                     | Vilanova                     | Vilanova                     |
| 2009      | Duque de Caxias              | Duque de Caxias              | Duque de Caxias              |
| 2010      | Boavista                     | Boavista                     | Boavista                     |
| 2010      | Ipatinga                     | Ipatinga                     | Ipatinga                     |
| 2010      | Duque de Caxias              | Duque de Caxias              | Duque de Caxias              |
| 2011-2012 | Ponte Preta                  | Ponte Preta                  | Ponte Preta                  |
| 2012-2014 | Palmeiras                    | Palmeiras                    | Palmeiras                    |
| 2014      | Bahía                        | Bahía                        | Bahía                        |
| 2015      | Avaí                         | Avaí                         | Avaí                         |
| 2016      | Coritiba                     | Coritiba                     | Coritiba                     |
| 2016-2017 | Goias                        | Goias                        | Goias                        |
| 2017      | Ponte Preta                  | Ponte Preta                  | Ponte Preta                  |
| 2017-2018 | Chapecoense                  | Chapecoense                  | Chapecoense                  |
| 2018      | Ponte Preta                  | Ponte Preta                  | Ponte Preta                  |
| 2019      | Criciúma                     | Criciúma                     | Criciúma                     |
| 2019-2020 | Ponte Preta                  | Ponte Preta                  | Ponte Preta                  |
| 2020      | Náutico                      | Náutico                      | Náutico                      |
| 2021-2022 | Ponte Preta                  | Ponte Preta                  | Ponte Preta                  |
| 2022–     | Chapecoense                  | Chapecoense                  | Chapecoense                  |

## Palmarés

### Entrenador
Coruripe
- Campeonato Alagoano: 2006

Palmeiras
- Campeonato Brasileño Serie B: 2013